# 許昭公
許昭公（？—前582年），姜姓，名錫我，為春秋諸侯國許國君主之一，在位期間為前620年─前582年。